# NGC 7837
NGC 7837 é uma galáxia espiral (S?) localizada na direcção da constelação de Pisces. Possui uma declinação de +08° 21' 07" e uma ascensão recta de 0 horas, 06 minutos e 51,4 segundos.
A galáxia NGC 7837 foi descoberta em 29 de Novembro de 1864 por Albert Marth.